# Торгсин
„Торгсин“ (на руски: Торгсин, от Всесоюзное объединение по торговле с иностранцами, Всесъюзно обединение за търговия с чужденци) е съществувало през 1931 – 1936 година държавно предприятие за търговия на дребно в Съветския съюз.
То включва верига магазини, снабдявани с голям асортимент от хранителни и други потребителски стоки, недостъпни в обикновената търговска мрежа, които се продават срещу чужда валута, благородни метали, скъпоценни камъни и исторически ценности. Създадени са от комунистическия режим с цел да придобие намиращите се в населението ценности. По оценки на режима за петгодишното си съществуване „Торгсин“ събира около 95% от тези ценности, след което е закрит. През 60-те години Съветският съюз създава подобна верига със сходна цел – „Берьозка“. По същото време такива магазини се създават и в други източноевропейски страни, включително българските „Кореком“.